# Julius Pupp mladší
Julius Gabriel Pupp (24. března 1870 Karlovy Vary – 2. listopadu 1936 Karlovy Vary) byl česko-německý hoteliér a dlouholetý prezident Grandhotelu Pupp, a.s. v Karlových Varech.

## Život

### Původ
Narodil se v Karlových Varech do rodiny cukráře Antona Heinricha Vinzenze Puppa (1841-1907) a jeho manželky Marie Kathariny Pupp, rozené Mattoni (1830-1910), sestry proslulého podnikatele Heinricha von Mattoni (1830-1910). Hoteliérské rodiny Puppů sem přišla z Německa, žila zde již po pět a založila prosperující Grandhotel Pupp v jižní části města, v těsné blízkosti řeky Teplé.

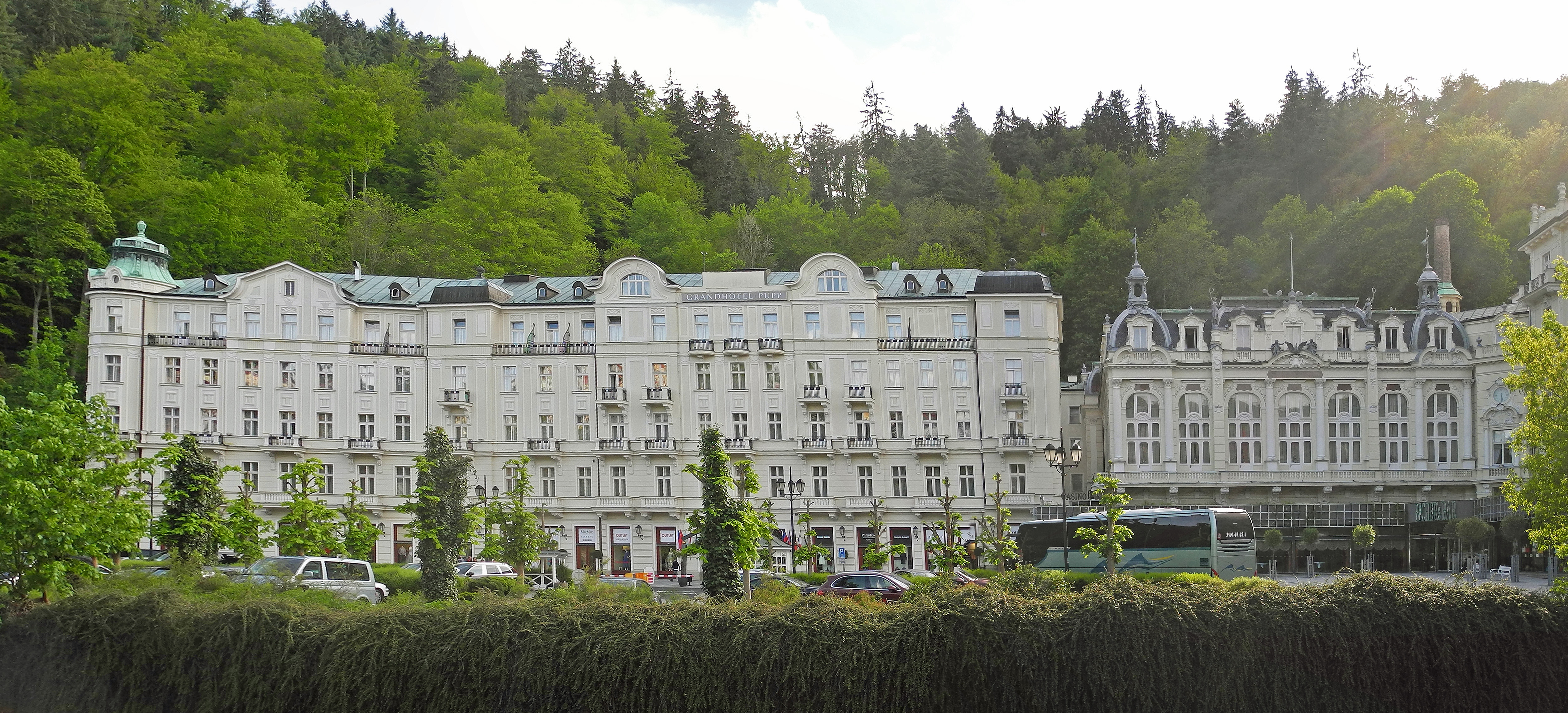
Objekty Grandhotelu Pupp na promenádě v Karlových Varech

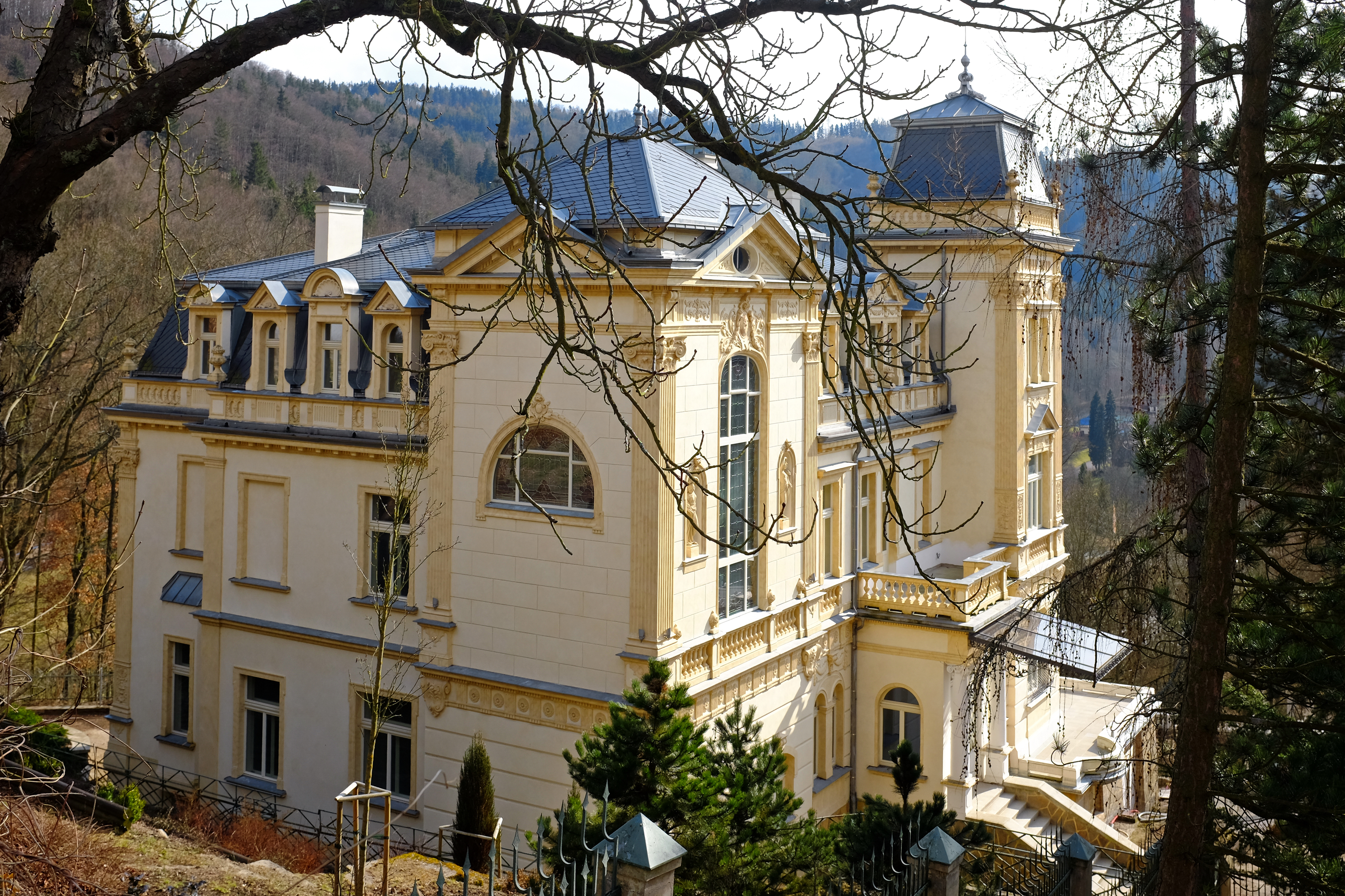
Vila Pupp v Karlových Varech postavená v roce 1914

Byl prapravnukem cukráře Johanna Georga Puppa (1743-1810) a jeho ženy Franzisky, rozené Mitterbacherové, a vnukem Heinricha Puppa (1813-1854). Jeho strýc Julius Pupp starší (1844-1902) spojil rodinné majetky a založil se svými bratry Antonem Puppem (1841-1907) a Heinrichem Puppem (1850-1931) společnost Gebrüder Pupp, která se v roce 1892 stala společností akciovou.

### Kariéra
Julius mladší vystudoval německou Obchodní akademii v Praze, dále absolvoval praxi v bankovním domě v Basileji, posléze se stal sekretářem v Grand Hotelu v Territet u Montreux. Roku 1896 potom převzal vedení restaurace v rodinném Grandhotelu Pupp v Karlových Varech. V roce 1903 se stal členem generálního vedení, od roku 1908 byl ředitelem hotelu, který byl rozšířen o koncertní sál a vlastní orchestr, a od roku 1926 pak zastával funkci prezidenta společnosti Hotel Pupp Aktiengesellschaft. Pod jeho vedením získal hotel v Karlových Varech pověst luxusního podniku mezinárodního významu. 

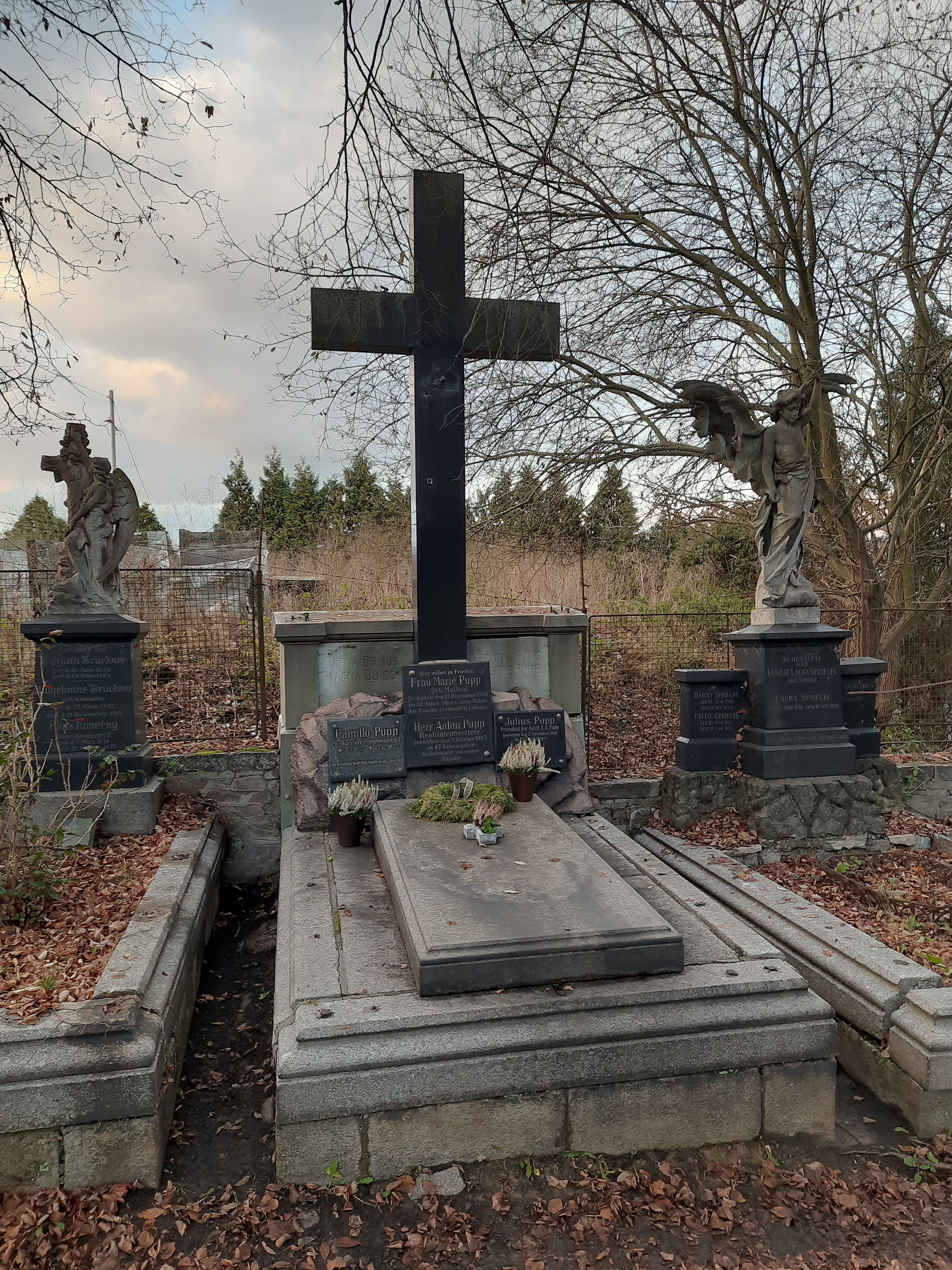
Hrobka Julia Puppa mladšího na Ústředním hřbitově v Karlových Varech

Pupp byl rovněž členem představenstva keramických závodů v Neurohlau (Nová Role u Lokte), členem představenstva Bohemian Escompte Bank a předsedou Spolku na ochranu dětí, který provozoval dětský domov ve Schlackenwerthu (Ostrov nad Ohří). Pro svou rodinu nechal na okraji Karlových Varů vystavět vilu Pupp podle návrhu architekta Friedricha Seitze, která byla dokončena roku 1914.

### Úmrtí
Zemřel roku 1936 v Karlových Varech a byl pohřben v rodinné hrobce na zdejším Ústředním hřbitově.

### Po smrtí
Hotel byl do roku 1945 v rodinném vlastnictví, poté byl na základě tzv. Benešových dekretů vyvlastněn a znárodněn.